# Iontová hydrogenace
Iontová hydrogenace je hydrogenační reakce, při které se hydrid na substrát navazuje po aktivaci elektrofilem. Některé iontové hydrogenace jsou adicemi H2 na substrát a jiné spočívají v nahrazení heteroatomu hydridem.
Původně byly iontové dehydrogenace vyvinuty jako kysele katalyzované redukce pomocí hydrosilanů. Redukčním činidlem může být i H2. Iontové hydrogenace se provádějí tehdy, když může substrát vytvořit stabilní karboniový ion. Upřednostňují se substráty obsahující polární dvojné vazby. 

## Redukce hydrosilany
Protože má křemík menší elektronegativitu než vodík (1,90 oproti 2,20), tak jsou vazby Si-H u hydrosilanů mírně polární. Hydrosilany mohou sloužit jako donory hydridů na silně elektrofilní organické substráty, jako jsou alkoholy, alkylhalogenidy, acetaly, orthoestery, alkeny, aldehydy, ketony a deriváty karboxylových kyselin. Reakce obvykle probíhají za přítomnosti Lewisových kyselin. Redukovat se mohou pouze reaktivní elektrofily, u substrátů s více redukovatelnými skupinami je možná selektivita.
Po vytvoření karbokationtu následuje přesun hydridu z organosilanu za vzniku redukovaného produktu; právě tento krok určuje rychlost reakce. Při silanových redukcích chirálních triarylmethylchloridů v benzenu se konfigurace na křemíku zachovává, což naznačuje, že výměna chloru a vodíku probíhá metatezí vazby σ. Redukce v polárnějších rozpouštědlech vytvářejí jako meziprodukty siliceniové ionty.
K lepšímu oddělení redukovaných produktů od křemíkatých vedlejších produktů mohou pomoci polymerní hydrosilany, jako například polymethylhydrosiloxan (PHMS).

## Redukce pomocí H2
Přesuny protonu a hydridu obvykle probíhají po sobě nebo soustředěně. Zásaditá hydrogenace se skládá ze dvou kroků, prvním je protonace.
R2C=Y + H+ → R2C+-YH
R2C+-YH + "H−" → R2CH-YH

### Substráty
U iontových hydrogenací katalyzovaných kovy se substráty a produkty nemusí vázat na kovy, protože by tak rušily aktivaci H2. Nejčastějšími substráty jsou zde ketony, používají se též iminy a dusíkaté heterocykly. Reakce může probíhat i v opačném směru jako hydrogenolýza. Kapalné substráty lze někdy hydrogenovat bez použití rozpouštědla.

### Proton-hydridové páry
Nejčastějším hydrogenačním párem je organosilan (například triethylsilan) jako zdroj hydridů a silná oxokyselina (například trifluoroctová nebo trifluormethansulfonová) jako zdroj protonů. Zdroj hydridů nemůže se zdrojem protonů reagovat za vzniku H2, což omezuje afinitu H− k vodíku a kyselost zdroje H+.
Místo organosilanů mohou jako zdroje hydridů sloužit i komplexy hydridů přechodných kovů; donorem protonů pak obvykle bývá kyselina trifluormethansulfonová a substráty ketony, například benzofenony, a 1,1-disubstituované alkeny. Bylo popsáno využití komplexů hydridů wolframu, chromu, osmia a molybdenu. Komplexy dihydridů wolframu mohou hydrogenovat ketony stechiometricky bez použití kyseliny. Jeden hydrid slouží jako zdroj hydridových iontů a druhý jako zdroj protonů. Nejběžněji se zde jako katalyzátory používají komplexy wolframu a molybdenu, například CpMo(CO)2(PR3)(OCR'2)]+, kde M = W nebo Mo.
Komplex dihydridu se obnovuje hydrogenací plynným vodíkem.

## Podobné reakce
Katalyzátory přenosových hydrogenací, jako je Švoův katalyzátor, jsou podobné katalyzátorům iontových hydrogenací, ale nepoužívají se se silnými kyselinami a jak H−, tak H+ jsou kovalentně vázány na komplex před přenosem na nenasycený substrát. Katalyzátory přenosových hydrogenací mají obecně širší využití.